# Aeropuerto Internacional Eloy Alfaro

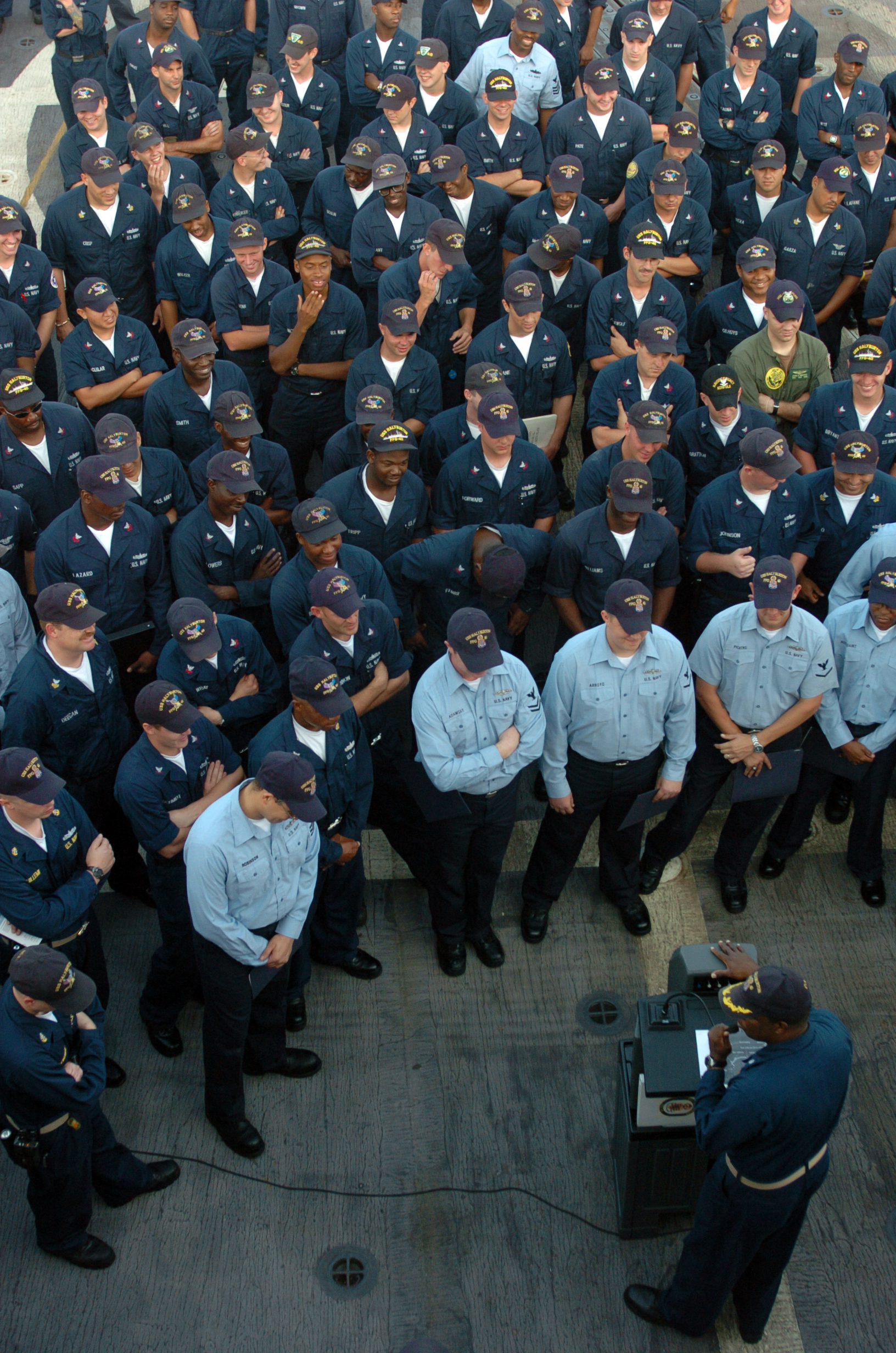
Foto de la Marina de los EE. UU en Manta, noviembre de 2004.

El Aeropuerto Internacional Eloy Alfaro es un aeropuerto ubicado a orillas de océano Pacífico en la ciudad de Manta, Ecuador. Por su ubicación estratégica, en la pista de este aeropuerto opera la Base Aérea Eloy Alfaro y la Estación Aeronaval Manta; y desde 1999 hasta 2009 acogió una base militar estadounidense. 
Fue inaugurado por la Fuerza Aérea Ecuatoriana el 24 de octubre de 1978. Es el cuarto aeropuerto con mayor tráfico del país.

## Historia
El acceso y uso de la pista y una porción del Aeropuerto de Manta fue cedido al Comando Sur de los Estados Unidos, por convenio intergubernamental desde el año de 1999 hasta 2009, para la lucha contra el narcotráfico en el noroeste de América del Sur. La base de Manta permitió a Estados Unidos observar el movimiento de narcotraficantes y enviar la información a las autoridades y militares de la región. Se construyeron edificaciones y plataformas para uso de los militares norteamericanos y se reconstruyó la pista 05/23 utilizando material de mayor resistencia con miras a soportar las operaciones de las aeronaves más pesadas del mundo, tanto civiles como militares. 
El convenio, firmado en el 1999 por el presidente Jamil Mahuad, por el cual se le cedió las instalaciones de la base militar por diez años, fue causa de animosidad y repudio por varios sectores de la sociedad ecuatoriana. Entre los argumentos en contra se encontraban: la pérdida de soberanía por la presencia de militares foráneos en territorio; el rechazo general a las fuerzas armadas de Estados Unidos; y el posible uso de la base para operaciones del Plan Colombia.
El expresidente Rafael Correa, al igual que la exministra de defensa, Guadalupe Larriva, prometió durante su campaña no renovar el convenio que permite el acceso y uso de la base, especialmente bajo las mismas condiciones. En septiembre de 2009 las fuerzas estadounidenses abandonaron finalmente las instalaciones.

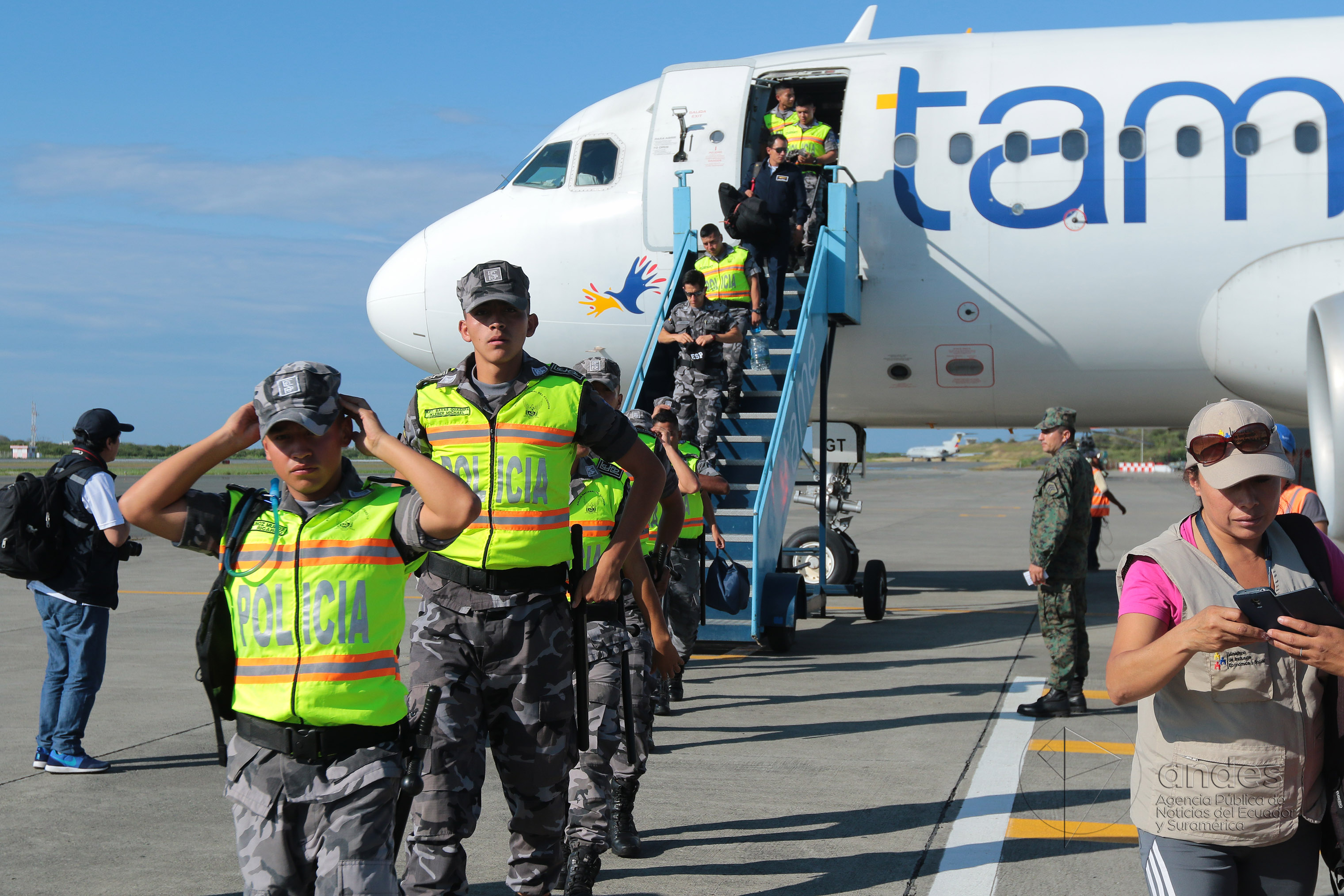
Efectivos de la Policía Nacional del Ecuador bajando de un avión de TAME para prestar auxilio tras el terremoto de 2016.

Tras el terremoto de Ecuador de 2016, su torre de control se desplomó sobre el pavimento y la terminal de pasajeros sufrió cuantiosos daños. Provisionalmente se instaló una torre de control móvil, que había servido en el aeropuerto de Cumbaratza en 2012 durante las obras del aeropuerto Ciudad de Catamayo, y una terminal de pasajeros también provisional.
El actual aeropuerto fue construido con un préstamo del Eximbank chino durante el gobierno de Lenín Moreno. Las obras iniciaron en 2018 y tuvieron un coste inicial estimado de 25,5 millones de dólares. Fueron finalizadas e inauguradas bajo el gobierno de Guillermo Lasso en 2022, con un coste final de 27,7 millones de dólares.
El 19 de febrero de 2024, el gobierno de Daniel Noboa afirmó que se estaba buscando una fórmula para que una empresa público-privada administrase y opere el aeropuerto, como ya se hace en los aeropuerto de Cuenca (CORPAC-Corporación Aeroportuaria de Cuenca), Seymour (Corporación América), (Quito (Quiport-Corporación Quiport S. A.) y Guayaquil (Corporación América-Terminal Aeroportuaria de Guayaquil S. A.).

## Aerolíneas y destinos

### Destinos nacionales
| Destinos         | Aeropuertos                             | Aerolíneas      | Frecuencias semanales |
| ---------------- | --------------------------------------- | --------------- | --------------------- |
| Quito, Pichincha | Aeropuerto Internacional Mariscal Sucre | Avianca Ecuador | 13                    |
| Quito, Pichincha | Aeropuerto Internacional Mariscal Sucre | LATAM Ecuador   | 10                    |

### Destinos internacionales
| Países | Destinos         | Aeropuertos                         | Aerolíneas    | Frecuencias semanales                                      |
| ------ | ---------------- | ----------------------------------- | ------------- | ---------------------------------------------------------- |
| Panamá | Ciudad de Panamá | Aeropuerto Internacional de Tocumen | Copa Airlines | 5 (7 en temporada alta) (a partir del 7 de agosto de 2025) |

## Antiguos destinos
| Países               | Destinos          | Aeropuertos                                              | Aerolíneas           | Año de cese |
| -------------------- | ----------------- | -------------------------------------------------------- | -------------------- | ----------- |
| Ecuador              | Isla Baltra       | Aeropuerto Seymour                                       | Avianca Ecuador      | 2024        |
| Ecuador              | Isla Isabela      | Aeródromo Luis Estrada Ycaza                             | Saereo               | 2016        |
| Ecuador              | Quito             | Aeropuerto Internacional Mariscal Sucre                  | Aeroregional         | 2024        |
| Ecuador              | Quito             | Aeropuerto Internacional Mariscal Sucre                  | Avioandes            | 2022        |
| Ecuador              | Quito             | Aeropuerto Internacional Mariscal Sucre                  | Ícaro Air            | 2016        |
| Ecuador              | Quito             | Aeropuerto Internacional Mariscal Sucre                  | TAME                 | 2020        |
| Chile                | Santiago de Chile | Aeropuerto Internacional Arturo Merino Benítez           | Latin American Wings | 2018        |
| República Dominicana | Punta Cana        | Aeropuerto Internacional de La Romana                    | Latin American Wings | 2018        |
| Venezuela            | Barcelona         | Aeropuerto Internacional General José Antonio Anzoátegui | Avior Airlines       | 2016        |
| Venezuela            | Caracas           | Aeropuerto Internacional de Maiquetía Simón Bolívar      | LASER Airlines       | 2015        |

## Estadísticas
|                 | Pasajeros       | Pasajeros  | Pasajeros                        | Carga (toneladas métricas) | Carga (toneladas métricas) |
| Internacionales | Internacionales | Nacionales |                                  | Carga (toneladas métricas) | Carga (toneladas métricas) |
| Entrada         | Salida          | Totales    | Entrada                          | Salida                     |                            |
| --------------- | --------------- | ---------- | -------------------------------- | -------------------------- | -------------------------- |
| 2013            | 0               | 0          | No se facilitan datos hasta 2016 | 0                          | 138                        |
| 2014            | 7177            | 6960       | No se facilitan datos hasta 2016 | 0                          | 273                        |
| 2015            | 24.106          | 23.199     | No se facilitan datos hasta 2016 | 0                          | 0                          |
| 2016            | 3104            | 4243       | 99.847                           | 0                          | 0                          |
| 2017            | 0               | 0          | 87.833                           | 0                          | 0                          |
| 2018            | 0               | 1.494      | 83.333                           | 0                          | 9                          |
| 2019            | 0               | 304        | 78.869                           | 0                          | 22                         |
| 2020            | 0               | 225        | 23.471                           | 0                          | 0                          |
| 2021            | 0               | 0          | 70.487                           | 0                          | 0                          |
| 2022            | 0               | 0          | 206.565                          | 0                          | 0                          |
| 2023            | 8415            | 8973       | 296.715                          | 60,4                       | 70,4                       |

| # | Destinos          | Pasajeros | Dif. 2022 (%) | Aerolíneas                                   |
| - | ----------------- | --------- | ------------- | -------------------------------------------- |
| 1 | Quito, Pichincha  | 144.557   | 41,6%         | Aeroregional, Avianca Ecuador, LATAM Ecuador |
| 2 | Baltra, Galápagos | 3081      | Nueva ruta    | Avianca Ecuador                              |

| Países | Destinos         | Pasajeros | Dif. 2022 (%) | Aerolíneas    |
| ------ | ---------------- | --------- | ------------- | ------------- |
| Panamá | Ciudad de Panamá | 17.388    | Nueva ruta    | Copa Airlines |

## Accidentes
- El 22 de octubre de 1996 un Boeing 707 de Millon Air, configurado para carga, despegó del Aeropuerto Internacional Eloy Alfaro, con un cargamento de pescado y rosas, con destino a Miami, Estados Unidos. A los pocos minutos despegar hubo fallas mecánicas y un incendio de uno de los cuatro motores, el aparato se precipitó a tierra cayendo en el barrio de la Dolorosa ubicado en el centro de Manta, 40 viviendas del barrio y la iglesia de la Dolorosa, fueron destruidas al momento que avión se estrelló, y murieron 32 personas incluidos los 3 tripulantes de aparato, está considerado como uno de mayores accidentes aéreos en la historia del Ecuador.
- El 7 de junio de 2011 A las 05:45 una avioneta de la F.A.E que venía del Aeropuerto Mariscal Sucre perdió un tren de aterrizaje secundario al aterrizar. Sus 35 ocupantes resultaron ilesos del percance.
- El 16 de abril de 2016 la torre de control de la terminal aérea se desplomó por el terremoto de 7,8 grados que sacudió la costa ecuatoriana, el aeropuerto sufrió daños severos en su infraestructura y comunicación aérea, con excepción de la pista. El 26 de abril, el Departamento de Defensa de los Estados Unidos y la Oficina de Asistencia para Desastres en el Extranjero (OFDA) entregaron una torre móvil provisional para el control de tráfico aéreo, por ser el principal centro logístico para la llegada de las aeronaves con provisiones de ayuda humanitaria a la zona del desastre.

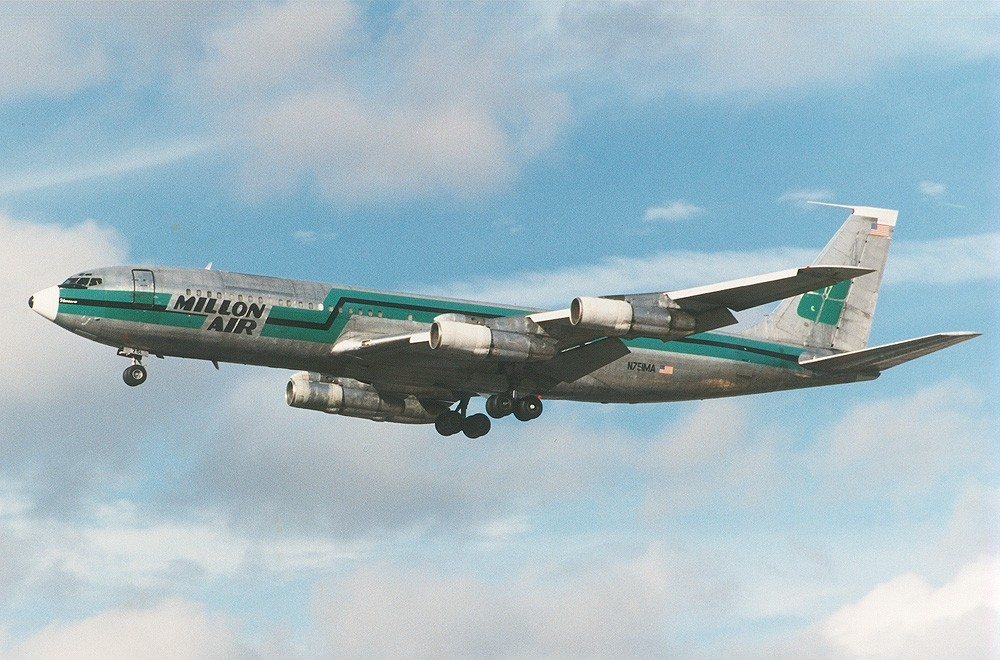
Boeing 707 de Millon Air despegando del Aeropuerto Internacional de Miami (1996). Se estrelló en el Aeropuerto Internacional Eloy Alfaro de Manta (Ecuador) nueve meses después.